# Caenocryptus rufifrons
Caenocryptus rufifrons là một loài tò vò trong họ Ichneumonidae.